# Diego Vicentini
Diego Vicentini (Caracas, Venezuela, 1994) es un director de cine venezolano. Su primer largometraje, Simón, fue elegido para representar a Venezuela y nominada como mejor película iberoamericana. en la 38.ª edición de los Premios Goya.

## Educación
Vicentini estudió en el Boston College, graduándose con un Bachelor's degree en Filosofía y Finanzas en el Boston College en 2016, e ingresó en la Escuela de Cine de Los Ángeles, donde produjo un cortometraje sobre las protestas en Venezuela de 2017, Simón (2018), como parte de su tesis para su maestría en bellas artes en cine.

## Carrera
El cortometraje se estrenó en 2018 en ocho países y, tras su inesperada acogida, Vicentini decidió convertirlo en largometraje. La película homónima, Simón (2023), fue el primer largometraje de Vicentini y se estrenó el 15 de abril de 2023 en el Festival de Cine de Florida, en Orlando. La película fue elegida por la Academia de Ciencias y Artes Cinematográficas de Venezuela para representar al país en la 38.ª edición de los Premios Goya.

## Filmografía
- Simón (2018) (cortometraje)
- Simón (2023)